# Aeroportul Pinar del Río
Aeroportul Pinar del Río (IATA: QPD, ICAO: MUPR) este un aeroport din Cuba ce deservește zona Pinar del Río.
Situat la o altitudine de 40 m, aeroportul dispune de o singură pistă.